# Quận Strafford, New Hampshire
Quận Strafford là một quận trong tiểu bang New Hampshire, Hoa Kỳ. Quận lỵ đóng ở Dover6. Theo điều tra dân số năm 2000 của Cục điều tra dân số Hoa Kỳ, quận có dân số 112.233 người.2

## Địa lý
Theo Cục điều tra dân số Hoa Kỳ, quận có diện tích 995 kilômét vuông, trong đó có 39 km2 là diện tích mặt nước.

### Các quận giáp ranh
- Quận Carroll (bắc)
- Quận York, Maine (đông)
- Quận Rockingham (nam)
- Quận Merrimack (tây)
- Quận Belknap (tây bắc)